# Hessischer Radfernweg R5

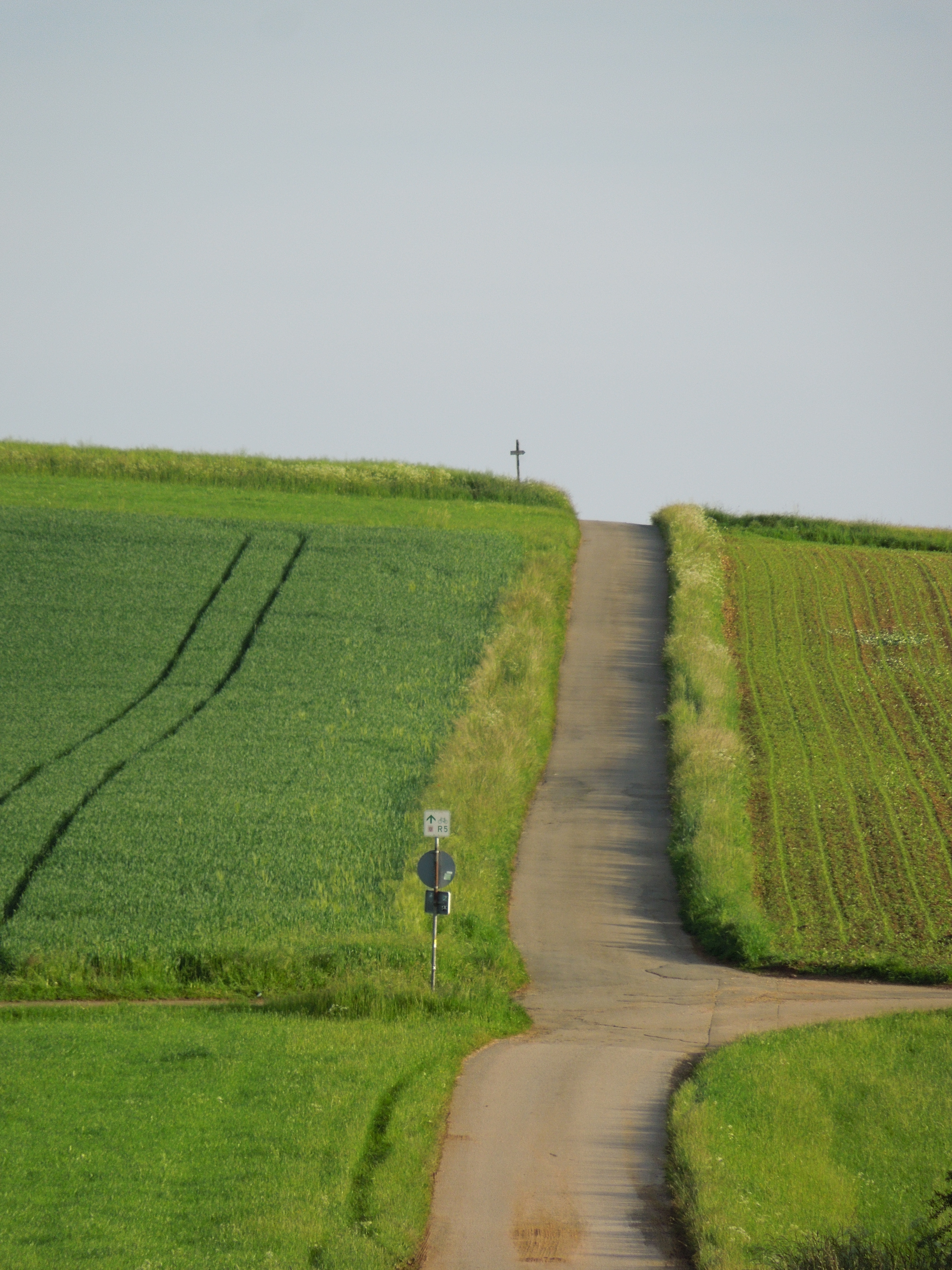

Der Hessische Radfernweg R5 ist einer von neun Radfernwegen in Hessen und steht unter dem Motto Nordhessenroute Eder-Fulda-Werra. 

## Verlauf
Der Radfernweg beginnt im Wintersportort Willingen im Upland und verläuft entlang des südlichen Ederseeufers, über Bad Wildungen, die Fachwerkstädtchen Homberg (Efze) und Rotenburg an der Fulda auf meist asphaltierten Wegen bis zur Werra nach Wanfried. Die Gesamtlänge beträgt ungefähr 220 Kilometer.

## Unterwegsstationen
Willingen – Korbach – Edertal – Bad Wildungen – Borken (Hessen) – Homberg (Efze) – Morschen – Rotenburg an der Fulda – Sontra – Wehretal – Eschwege – Wanfried

## Anschluss an andere große Radwege
- Ederradweg (identisch zwischen Herzhausen und Wega)
- Hessischer Radfernweg R1 bei Rotenburg an der Fulda
- Hessischer Radfernweg R4 bei Borken
- Hessischer Radfernweg R6 (identisch zwischen Herzhausen und Affoldern am Edersee)
- Werratal-Radweg bei Eschwege